# Warcraft II: Tides of Darkness
Warcraft II: Tides of Darkness (viết tắt: WC2), là trò chơi chiến lược thời gian thực (RTS) nổi tiếng thứ hai của hãng Blizzard Entertainment nằm trong vũ trụ Warcraft. Cuốn tiểu thuyết Tides of Darkness của tác giả Aaron Rosenberg viết về những sự kiện trong tựa game này.
Warcraft II: Tides of Darkness là phần sau của tựa game RTS Warcraft: Orcs & Humans và được hãng Blizzard phát hành vào 09/12/1995. Người chơi chọn một trong hai phe orc hoặc con người trong một thế giới thời Trung cổ kỳ ảo. Ban đầu nó được viết cho hệ điều hành MS-DOS và có thể chơi được trên Windows 95. Ngoài ra còn có một phiên bản Macintosh của tựa game. Blizzard cũng phát hành một bản mở rộng tên là Warcraft II: Beyond the Dark Portal và phần hậu bản là Warcraft III: Reign of Chaos. Tựa game có một hệ thống chiến dịch một người chơi tuyến tính cho mỗi phe, và tùy chọn nhiều người chơi thông qua mạng LAN hoặc Internet trên những bản đồ sẵn có hoặc được người chơi tự tạo. Thông qua file README.TXT đi kèm trong phiên bản dùng thử demo của Warcraft II, phần đồ họa được tạo ra từ mô hình 3D.
Blizzard bán bản quyền độc quyền phát triển, phát hành, và phân phối những phiên bản console của tựa game cho hãng Electronic Arts. Vào năm 1997, Electronic Arts phát hành Warcraft II: The Dark Saga cho hai hệ máy PlayStation và Sega Saturn, kết hợp cả hai phần chiến dịch của Tides of Darkness và Beyond the Dark Portal. Phiên bản Battle.net được phát hành sau đó vào 1999, cung cấp dịch vụ game online của Blizzard là Battle.net và thay thế phiên bản MS-DOS bằng Windows.
Tựa game hiện đã ngừng phát hành và bản demo được đăng trên website của Blizzard hiện đã không còn nữa; dù vậy bản demo này vẫn còn có thể được tải về từ những bên thứ ba như Internet Archive.
Warcraft II là một thành công lớn về mặt thương mại. Trò chơi ảnh hưởng mạnh mẽ đến game RTS thành công tiếp theo của công ty, StarCraft lấy bối cảnh tương lai và chú ý đến tính cách và cốt truyện. Năm 1996, Blizzard công bố sẽ đưa ra Warcraft Adventures: Lord of the Clans, một trò chơi phiêu lưu trong vũ trụ Warcraft, nhưng đã hủy dự án vào năm 1998. Warcraft III: Reign of Chaos, phát hành năm 2002, đã sử dụng các phần của nhân vật và cốt truyện của Warcraft Adventures.

## Cách chơi
Warcraft II là một game chiến thuật thời gian thực. Trong Warcraft II, một bên đại diện cho cư dân loài người của Lordaeron và các chủng tộc đồng minh, và bên kia điều khiển lũ Orc xâm lược và các chủng tộc đồng minh của họ. Mỗi bên cố gắng tiêu diệt bên kia bằng cách thu thập tài nguyên và tạo ra một đội quân. Các trò chơi được chơi trong một khung cảnh thời trung cổ với các yếu tố tưởng tượng, nơi cả hai bên có các quân cận chiến, bắn từ xa, các đơn vị hải quân và trên không, và pháp sư.